# CD Chingale
Der Clube dos Desportos de Chingale, besser bekannt als CD Chingale, ist ein mosambikanischer Fußballverein mit Sitz in der Stadt Tete. Der Verein wurde 1936 neugegründet und spielt derzeit in der Fase Provincial, der dritthöchsten Spielklasse des Landes.

## Geschichte
Der Verein wurde ursprünglich im Jahr 1900 gegründet und gilt als der älteste Fußballverein des Landes. Im Jahr 1936 erfolgte die Neugründung des Clube de Desportos Chingale in der Stadt Tete. Die erste Teilnahme an der höchsten Spielklasse, der Moçambola, erfolgte im Jahr 1991. In der Saison 1998/99 erreichte der Verein mit dem 3. Platz die historisch beste Platzierung seiner Geschichte. Im Jahr 2000 qualifizierte sich der Verein für den CAF-Cup und gewann das Qualifikationsspiel gegen den äquatorial-guinesische Fußballverein CD Elá Nguema im Elfmeterschießen mit 4:2. CD Chingale erreichte die 1. Runde des Turniers, schied jedoch gegen den tunesischen Fußballverein Étoile Sportive du Sahel aus. Obwohl das Hinspiel knapp mit 0:1 verloren ging, endete das Rückspiel mit einer deutlichen 0:10-Niederlage. 2008 erreichte CD Chingale erstmals das Finale des mosambikanischen Pokals, verlor jedoch mit 1:0 gegen Atlético Muçulmano. Im Jahr 2011 stand der Verein erneut im Finale, unterlag jedoch Ferroviário Maputo mit 3:0. Die letzte Teilnahme an der Moçambola erfolgte im Jahr 2017, in dem der Verein den 14. Platz belegte. 2023 stieg der Verein in die 3. Liga ab.
1991 verlor CD Chingale 0:10 gegen Clube de Desportos da Costa do Sol, was die höchste Niederlage in der Geschichte der Moçambola darstellt.

## Stadion
Die Heimspielstätte des Vereins ist das Estádio do Chingale, das eine Kapazität von 6000 Zuschauern bietet.

## Erfolge
- Mosambikanischer Pokal: Finalist 2008, 2011
- Mosambikanischer Zweitligameister (3): 2004, 2010, 2015[7]
- Supertaça de Tete: Finalist 2023

## Teilnahmen International
| Saison | Turnier | Runde | Gegner                   | Hin | Rück | Gesamt      |
| ------ | ------- | ----- | ------------------------ | --- | ---- | ----------- |
| 2000   | CAF Cup | Quali | CD Elá Nguema            | 1:0 | 0:1  | 1:1 (2:4) E |
| 2000   | CAF Cup | 1     | Étoile Sportive du Sahel | 0:1 | 0:10 | 0:11        |